# SWIFT
Die Society for Worldwide Interbank Financial Telecommunication, abgekürzt SWIFT, ist eine 1973 gegründete und in Belgien ansässige Organisation, die ein besonders sicheres Telekommunikationsnetz (das SWIFTNet) betreibt, welches insbesondere von mehr als 11.000 Kreditinstituten weltweit im Auslandszahlungsverkehr als Gironetz genutzt wird.
Darüber hinaus definiert SWIFT auch Nachrichtenstandards und bietet Software und Services im Bereich Finanztransaktionen an. SWIFT ist eine Genossenschaft im Besitz der Banken und dem EU-Recht unterworfen. Innerhalb des Netzwerks werden die teilnehmenden Institute durch den BIC (Business Identifier Code) identifiziert. Er wird in der Finanzindustrie auch als SWIFT-Code bezeichnet.

## Geschichte
Anfang der 1970er Jahre waren bei Banken Telex-basierte Verfahren zur Abwicklung grenzüberschreitender Zahlungen weitverbreitet. Zur Schaffung einer neuen technischen Grundlage wurde im Jahre 1973 eine genossenschaftlich organisierte Gesellschaft von 239 Banken aus 15 Ländern gegründet. Es wurden zunächst Standards für Nachrichten definiert, womit eine nahtlose, automatisierte Übertragung über System- und Sprachgrenzen hinweg möglich wurde. Beim Start der Nachrichtenplattform sowie des Computersystems zur Prüfung und Weiterleitung von Nachrichten im Juli 1977 waren 518 Institutionen aus 22 Ländern an SWIFT angeschlossen. Innerhalb von weniger als zwölf Monaten nach Aufnahme des Betriebs waren insgesamt 10 Millionen Nachrichten verarbeitet. 1980 schlossen sich Hongkong und Singapur an. Die Zahl der Nachrichten stieg von 296 Millionen im Jahre 1983 auf über 1 Milliarde im Jahre 1999 und fast 3,8 Milliarden zehn Jahre später. In Anerkennung der Leistungen im Bereich der standardisierten Kommunikation im Finanzsektor wurde SWIFT 1991 mit dem Computerworld Information Technology Award der Smithsonian Institution ausgezeichnet.

## Aufgaben
SWIFT leitet Transaktionen zwischen ca. 11.000 Banken, Brokerhäusern, Börsen und anderen Finanzinstituten in etwa 200 Ländern über SWIFT-Nachrichten weiter und wickelt damit den gesicherten Nachrichten- und Zahlungsverkehr der angeschlossenen Firmen und Institutionen ab.
2017 wurden 26,71 Millionen SWIFT-Nachrichten pro Tag verschickt. Das übertragene tägliche Geldvolumen betrug 2005 etwa 6 Billionen Dollar (4,8 Billionen Euro) und stieg im Jahr 2018 auf rund 35,62 Billionen Euro.
Das Netzwerk hatte im Jahr 2017 eine Verfügbarkeit von 99,999 Prozent. Juristisch abgesicherter Zahlungsverkehr über Ländergrenzen hinweg ist heute praktisch nur mit SWIFT möglich.

## Gremien
Als Organe der Genossenschaft fungieren der Vorstand und der Board of Directors. SWIFT unterliegt der Bankenaufsicht.

### Vorstand (Executive Committee)
Der Vorstand wird geleitet von Javier Pérez-Tasso und besteht aus acht Personen. Er wird durch das Board of Directors bestimmt und ist verantwortlich für das Tagesgeschäft.

### Board of Directors
Der Board of Directors soll die Geschäftsführung steuern und beaufsichtigen. Er nimmt damit die Funktion eines Aufsichtsrats ein und hat wenig Einfluss auf das Tagesgeschäft. Das Board besteht aus 25 Mitgliedern. Zumeist sind dies Vertreter internationaler Großbanken, darunter je zwei aus den USA, Großbritannien, Frankreich, Belgien und Deutschland. Jeweils ein Vertreter kommt aus Kanada, Südafrika, Russland, China, Japan, Singapur, Italien, den Niederlanden, Spanien, Schweden, Luxemburg, Dänemark und Australien. Mit 17 Mitgliedern stellt Westeuropa eine Mehrheit im Aufsichtsrat.

### Aufsichtsorgane
Neben dem Board haben die Zentralbanken der G10-Länder (Vereinigte Staaten, Belgien, Deutschland, Frankreich, Vereinigtes Königreich, Italien, Japan, Kanada, Niederlande, Schweden, und seit 1983 auch die Schweiz) sowie die Europäische Zentralbank eine Aufsichtsfunktion.

## Sitz der Genossenschaft
Der Sitz ist in La Hulpe, Belgien. In Zoeterwoude, Niederlande, in Culpeper (Virginia), USA, und in Diessenhofen, Schweiz, befindet sich jeweils ein Operating Center (OPC).
Das OPC in der Schweiz wurde 2009 provisorisch in Zürich-Altstetten in Dienst genommen, um eine dezentralisierte Nachrichtenarchitektur zu schaffen, die europäischen Datenschutzbedenken Rechnung trägt. Da die Räume in Zürich nur gemietet waren, baute SWIFT ein eigenes, weitgehend unterirdisches Operationszentrum in Diessenhofen. Nach einjähriger Bauzeit wurde das Zentrum 2013 fertiggestellt.

## Technik
SWIFT standardisiert den Nachrichtenverkehr der Finanzinstitute untereinander. SWIFT transportiert nur Nachrichten, führt aber keine Konten für die Partner und gleicht – im Gegensatz etwa zu TARGET2 oder der EBA CLEARING – keine Zahlungen aus. Es sind Hunderte von Nachrichtentypen (Abkürzung MT, aus dem englischen für message type) für den Datenaustausch definiert. Diese werden sukzessive durch Nachrichtentypen im XML-Format (MX-Nachrichten) abgelöst. Zu den SWIFT-Nachrichten gehören:
- Zahlungen, u. a. die EU-Standardüberweisung
- Deckungsanschaffungen aus Wertpapier- und Devisengeschäften
- Kontoauszüge für gegenseitig unterhaltene Konten zwischen Kreditinstituten
- Zahlungsavise mit Angabe der Deckungsadressen
- Avise von Akkreditiveröffnungen
- Wertpapiertransaktionen

Die SEPA-Überweisungen (im XML ISO 20022 Format) gehören nicht zu den MX-Nachrichten. SWIFT ist hier nur Leitungsanbieter. Für den Nachrichtenstandard ist der Europäische Zahlungsverkehrsausschuss (EPC) zuständig.
Die Kommunikation findet über ein gesichertes Netz, das SWIFTNet, statt. Die großen Kreditinstitute unterhalten hierfür meist Standleitungen zur Anbindung an dieses Netz.

### SWIFT-Netzwerk / SWIFTNet
SWIFT hat seine Infrastruktur zwischen 2001 und 2004 von einem X.25-Netz auf ein IP-basiertes Netzwerk, das SWIFTNet, umgestellt.
Diese Umstellung erlaubte die Nutzung vieler für IP-Netzwerke verfügbarer Software und Technologien.
Dieses neue Netzwerk erlaubt es SWIFT, neben dem traditionellen FIN-Service auch andere Methoden der Datenübertragung über das gesicherte Netzwerk anzubieten.
Seit dem 17. November 2018 müssen alle Teilnehmer in der Schweiz ISO 20022 verwenden, FIN-Nachrichten werden dort für Zahlungsverkehr nicht mehr verwendet. Es wird jetzt der SWIFT InterAct Service verwendet.

### FileAct
FileAct stellt eine Methode dar, beliebige Dateien zwischen den Teilnehmern des SWIFTNet auszutauschen. Folgende Übertragungsmöglichkeiten sind bereits im Einsatz:
- Bilateraler Austausch von Zahlungsverkehrsdaten zwischen Banken und Firmen – vergleichbar mit einer FTP-Übertragung über ein gesichertes Netz. Dieser kann zum einen in den gängigen Formaten erfolgen, wie z. B. DTAUS (Inlandszahlungsverkehr), DTAZV (Auslandszahlungsverkehr) oder im neuen SEPA-Format, aber auch in proprietären Formaten, auf die sich die Kontrahenten vorher einigen.
- Austausch mit Clearingstellen wie der Deutschen Bundesbank in fest geregelten Formaten und Verfahrensweisen, z. B. SEPA oder Elektronischer Massenzahlungsverkehr (EMZ)

### SWIFT-Dienste
- SWIFTNet FIN (MT-Nachrichten)
- SWIFTNet InterAct (MX-Nachrichten)
- SWIFTNet FileAct (Dateitransfer über gesichertes IP-Netz von SWIFT)
- SWIFTNet Instant (Übertragung von Echtzeitüberweisungen)[22]
- SWIFTNet WebAccess (HTTPS via gesichertes IP-Netz von SWIFT)[23]

### Standardisierung
SWIFT arbeitet bei der Festlegung der Nachrichtenformate und -inhalte mit internationalen Organisationen zusammen und ist Registrierungsstelle (Abkürzung RA von englisch registration authority) für folgende Normen der ISO:
- ISO 9362:1994 Banking – Banking telecommunication messages – Bank identifier codes (s. folgenden Abschnitt)
- ISO 10383:2003 Securities and related financial instruments – Codes for exchanges and market identification (MIC)
- ISO 13616:2003 IBAN Registry
- ISO 15022:1999 Securities – Scheme for messages (Data Field Dictionary) (ersetzt ISO 7775)
- ISO 20022-1:2004 und ISO 20022-2:2007 Financial services – UNIversal Financial Industry message scheme

In RFC 3615 wurde der Namensraum urn:swift: für Uniform Resource Names (URNs) festgelegt.

### SWIFT-Code
Für den Zahlungsverkehr im SWIFT-Netzwerk wurde ein eindeutiges Bezeichnungsformat für die teilnehmenden Finanzinstitute geschaffen. SWIFT weist jeder Bank einen BIC (auch SWIFT-Code genannt) zu; BIC ist die Abkürzung für englisch Business Identifier Code. SWIFT-Mitglieder können für Nicht-SWIFT-Mitglieder (z. B. angeschlossene Geschäftsbetriebe oder große Industriefirmen) bei SWIFT einen genauso aufgebauten Code registrieren lassen, der dann BEI (englisch Business Entity Identifier) heißt. Der Aufbau des BIC ist in ISO 9362 in international standardisierter Form beschrieben. Er findet weltweit Verwendung bei Kreditinstituten, Brokern, Lagerstellen und Unternehmen.
Der BIC oder SWIFT-Code hat eine Länge von 8 oder 11 alphanumerischen Zeichen und folgenden Aufbau:
| BBBBCCLLbbb | BBBBCCLLbbb                                                                  |
| ----------- | ---------------------------------------------------------------------------- |
| BBBB        | 4-stelliger Bankcode, vom Geldinstitut frei wählbar                          |
| CC          | 2-stelliger Ländercode nach ISO 3166-1                                       |
| LL          | 2-stellige Codierung des Ortes                                               |
| bbb         | 3-stellige Kennzeichnung (Branch-Code) der Filiale oder Abteilung (optional) |

Beispiel: MARKDEFF (oder auch MARKDEFFXXX) ist der Zentrale der Deutschen (DE) Bundesbank (MARK) in Frankfurt am Main (FF) zugeordnet.

### SWIFT Customer Security Programm
Ab 2017 führt SWIFT jährlich einen Sicherheitsaudit durch, bedingt durch einen Angriff im Jahr 2016. Seitdem müssen sich alle SWIFT-Teilnehmer einem jährlichen Health Check unterwerfen.

## SWIFT und Politik

### Weitergabe vertraulicher Daten an US-amerikanische und europäische Behörden
Seit den Terroranschlägen am 11. September 2001 in den USA übermittelte SWIFT nach eigenen Angaben vertrauliche Daten über Finanztransaktionen an US-amerikanische Behörden. In Presseberichten ist von 20 Millionen übermittelter Bankdaten pro Jahr die Rede. Die US-Regierung ist unmittelbar nach den Anschlägen über CIA, FBI, US-Finanzministerium und US-Notenbank an die SWIFT-Führung herangetreten. Diese folgte der Aufforderung freiwillig. Dabei waren das 25-köpfige SWIFT-Direktorium sowie ein Kontrollgremium, dem auch ein Mitglied der Deutschen Bundesbank angehörte, von den Vorgängen informiert. Wie die dpa berichtete, habe SWIFT versucht, eine Genehmigung für die Datenweitergabe zu erhalten, die befragten Zentralbanken hätten darauf jedoch nicht reagiert. In der New York Times, welche die Vorgänge aufdeckte, wurde angezweifelt, dass die Vorgehensweise legal war. So sieht etwa das zivilgesellschaftliche Netzwerk „Aktion Finanzplatz Schweiz“ in der Weitergabe der Daten einen Verstoß gegen das Schweizer Bankgeheimnis. Die Bush-Regierung rechtfertigte das Vorgehen mit dem „Krieg gegen den Terror“.
SWIFT selbst gab 2006 zu, bestimmte Transaktionsdaten an das US-Finanzministerium übermittelt zu haben; mit Hilfe der Zahlungsströme konnte Riduan Isamuddin (genannt Hambali), ein führendes Mitglied der Terrororganisation Jemaah Islamiyah, gefasst werden.
In Deutschland wurde seitens des Unabhängigen Landeszentrums für Datenschutz Schleswig-Holstein (ULD) eine Untersuchung eingeleitet, ob durch die Datenweitergabe Verletzungen des Bankgeheimnisses und des Datenschutzes vorliegen. In einer Pressemitteilung des ULD heißt es: „Es kann und darf nicht sein, dass das Bundesverfassungsgericht zu Recht den deutschen Sicherheitsbehörden klare Grenzen bei so genannten verdachtsunabhängigen Jedermannkontrollen setzt und dass dann über den Umweg eines belgischen Dienstleisters der US-Regierung erlaubt wird, im Trüben zu fischen und Freiheiten und Bürgerrechte zu ignorieren.“ Sowohl in Deutschland als auch in Österreich bekam SWIFT für die Weitergabe der Daten den Negativpreis Big Brother Award verliehen.
Im Oktober 2006 wurde klar, dass die Geschäftsführung von Booz Allen Hamilton, der angeblich unabhängigen externen Beraterfirma von SWIFT, unter anderem aus dem Ex-CIA-Chef James Woolsey und dem Ex-NSA-Direktor John Michael McConnel besteht. Weiterhin werden nach offiziellen Angaben große Mengen an Daten des SWIFT-Systems an die CIA übermittelt.

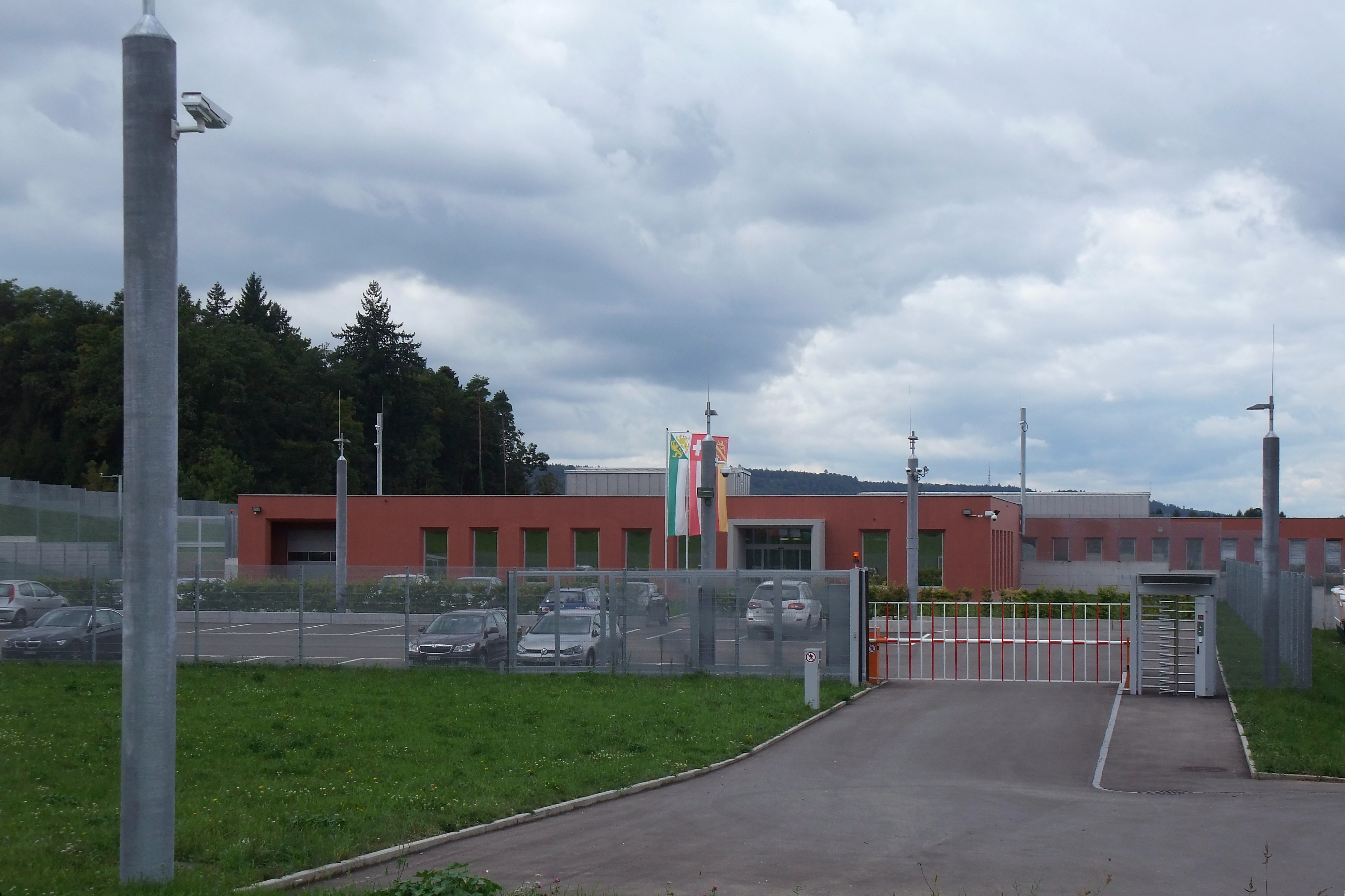
Das SWIFT-Rechenzentrum im Schweizer Diessenhofen

Ende März 2008 gab SWIFT bekannt, in der Schweiz im Einzugsbereich von Zürich ein neues Rechenzentrum einzurichten. Die ursprünglich für Ende 2009 geplante Inbetriebnahme des neuen Rechenzentrums wurde plangemäß umgesetzt, um die europäischen Zahlungsverkehrsdaten nicht länger in dem in den USA angesiedelten Operating Center in Culpeper spiegeln zu müssen. Hierdurch sollen die Transaktionsdaten dem Zugriff der US-amerikanischen Behörden entzogen werden. Ab 2010 wurde in Diessenhofen ein eigenes, neues Gebäude für das Zürcher Operating Center gebaut. 2013 erfolgte dann die Inbetriebnahme.
Die belgische Datenschutzkommission beschäftigte sich zwei Jahre lang mit dem Fall und kam am 9. Dezember 2008 zu dem Schluss, dass SWIFT keine andere Wahl gehabt habe, als die Daten dem amerikanischen Schatzamt auszuhändigen. Der Verdacht, SWIFT habe ernsthaft gegen belgisches oder europäisches Recht verstoßen, sei nicht bestätigt worden. Die Kommission veröffentlichte einen ausführlichen Bericht und schloss das Verfahren.
Ende Juli 2009 beschlossen die EU-Außenminister, Terrorfahndern der Vereinigten Staaten einen Zugriff auf europäische Kontodaten zu ermöglichen. Sie beauftragten die Europäische Kommission mit der Aushandlung eines Abkommens. Das Abkommen scheiterte, da es vom Europäischen Parlament am 11. Februar 2010 mit deutlicher Mehrheit abgelehnt wurde.
Mit Beschluss vom 24. März 2010 erhielt die Europäische Kommission ein vorläufiges Mandat zu erneuten Verhandlungen. Am 28. Juni 2010 unterzeichneten die Parteien schließlich ein Abkommen, das nach einem Kompromiss auch die Wünsche des Europäischen Parlaments berücksichtigt. So soll die Auswertung der europäischen Daten im amerikanischen Finanzministerium künftig von einem EU-Beamten überwacht werden. Außerdem soll in den nächsten fünf Jahren ein eigenes europäisches System zur Überwachung der Zahlungsdaten eingeführt werden, um den USA künftig nur noch eigene Fahndungsergebnisse zu übertragen.
Bei einer Überprüfung der Umsetzung der Vereinbarung durch den Europol Joint Supervisory Body (JSB) Anfang März 2011 stellte dieser fest, dass die Datenschutzanforderungen nicht erfüllt würden und deshalb ernsthafte Bedenken bezüglich der Einhaltung von Datenschutzrichtlinien bestehen. Besonders die teilweise nur mündlich erfolgte Begründung der Anfragen zur Übermittlung von Daten durch US-Behörden mache eine Überprüfung der Vorgänge unmöglich.

### Konfiszierung von Überweisungen innerhalb der EU
Im Februar 2012 berichtete die dänische Zeitung Berlingske, dass die US-Behörden nicht nur SWIFT-Überweisungen einsehen können, sondern sogar Geld beschlagnahmen, das zwischen zwei EU-Ländern überwiesen wird, in diesem Fall Dänemark und Deutschland. Im konkreten Fall wurden 137.000 Dänische Kronen beschlagnahmt, mit denen ein dänischer Geschäftsmann kubanische Zigarren aus Deutschland importieren wollte. Die Transaktion wurde automatisch durch die USA geleitet, vermutlich weil die Zahlung in US-Dollar ausgeführt wurde. Unter dem Vorwand der Terrorbekämpfung wurde vom amerikanischen Finanzministerium das Handelsembargo gegen Kuba durchgesetzt.
Einen ähnlichen Fall gab es 2008, als eine dänische Modehändlerin in Pakistan Kleidung kaufte und das Geld beschlagnahmt wurde.

### Unterbrechung des Datenverkehrs mit iranischen Banken (2012–2016 sowie seit 2018)
Am Samstag, dem 17. März 2012, um 16:00 Uhr GMT wurde erstmals in der Geschichte der SWIFT der internationale Datenverkehr zwischen SWIFT und iranischen Banken blockiert, um den Sanktionen der Europäischen Union, des Europäischen Rates, bestätigt vom belgischen Finanzministerium, gegen die Islamische Republik Iran wegen der Atomprogramm-Sanktionen zu genügen. Irans Außenhandel brach daraufhin ein. Entsprechend europäischem und belgischem Recht hat SWIFT die iranischen Banken aus dem internationalen Zahlungsnachrichtensystem herausgenommen; Zahlungsaustausch mit Iran kann seitdem nur noch durch Transfer von Bargeld über Grenzen erfolgen sowie über kleinere iranische Banken, die noch nicht blockiert sind. Kleinere Transfers können auch noch über iranische Firmen abgewickelt werden, die als einheimische Firmen in der Türkei registriert sind, sowie über das Hawala-System. Da SWIFT der wesentliche Knotenpunkt ist, mit dem sich Banken international vernetzen, können europäische Banken ohne SWIFT seitdem keine Verbindung zu den wichtigen iranischen Kreditinstituten mehr herstellen. Seit dem 19. Februar 2016 ist die mittelbar im Besitz der iranischen Regierung befindliche Europäisch-Iranische Handelsbank AG, mit Sitz in Hamburg, so wie auch der Großteil der im Iran befindlichen Geschäftsbanken wieder an das SWIFT-System angeschlossen und insbesondere die Abwicklung von Akkreditivgeschäften wieder möglich.
Kerstin Kohlenberg und Mark Schieritz von der Wochenzeitung Die Zeit stellten die Wirkung des Ausschlusses von SWIFT als schwere Schädigung der iranischen Wirtschaft dar, die die iranische Regierung an den Verhandlungstisch gezwungen habe. Die Maßnahme sei der bislang größte Erfolg Daniel Glasers gewesen, der als Assistant Secretary (Terrorist Financing) in der Abteilung für Terrorism and Financial Intelligence des Finanzministeriums der USA für den „Krieg mit den Mitteln des Finanzmarktes“ zuständig ist.
Im Laufe des Jahres 2018, nach der Kündigung des Atomabkommens mit dem Iran durch die Vereinigten Staaten, erhöhten insbesondere der nationale Sicherheitsberater der US-Regierung John R. Bolton und US-Finanzminister Steven Mnuchin den Druck auf SWIFT, iranische Banken erneut vom SWIFT-Nachrichtenverkehr abzukoppeln. Im Gegensatz zur Blockade 2012–2016 gab es jedoch keine EU-Sanktionen oder internationale Beschlüsse, die SWIFT dazu verpflichtet hätten. Um das Atomabkommen mit dem Iran aufrechterhalten zu können, versuchten die EU-Finanzminister SWIFT darin zu bestärken, keine Maßnahmen zu ergreifen. Dennoch entschied SWIFT, zum 12. November 2018 wieder zahlreiche relevante iranische Banken im Netzwerk zu blockieren.

### Gewünschte Aussetzung des SWIFT-Abkommens mit den Vereinigten Staaten
Aufgrund der NSA-Spähaffäre hat das Europäische Parlament am 23. Oktober 2013 verlangt, das SWIFT-Abkommen mit den Vereinigten Staaten auszusetzen. Aus Dokumenten des Whistleblowers Edward Snowden ging hervor, dass die US-Geheimdienste das Swift-Netzwerk gleich auf mehreren Ebenen heimlich „angezapft“ hatten.

### Versuchte Einflussnahme auf SWIFT
Da Länder in ihrem internationalen Zahlungsverkehr auf SWIFT angewiesen sind, spielt die Organisation auch eine zentrale Rolle in Fragen von Sanktionen. Wie die SWIFT-Genossenschaft im Oktober 2014 mitteilte, wurde sie aufgefordert, internationale Zahlungen mit Russland und Israel zu sperren. SWIFT teilte daraufhin mit:

„SWIFT und seine Aktionäre wurden aufgerufen, einzelne Institutionen und sogar ganze Länder vom System abzuschalten. Das betrifft hauptsächlich Russland und Israel. […] SWIFT wird keine einseitigen Entscheidungen treffen, um Finanzinstitute auf politischen Druck hin von seinem System abzutrennen […]. Da SWIFT seinen Sitz in der EU hat, entspricht SWIFT vollständig europäischem Recht […]. Jede Entscheidung, Sanktionen gegen einzelne Länder oder Einrichtungen zu verhängen, liegt vollständig bei den zuständigen Regierungsorganen und entsprechenden Legislativen.“

Um nicht ebenfalls Opfer von Sanktionen zu werden, führte Russland ein SWIFT-kompatibles System ein – in einer Version für die Nationalbank, dem SPFS, sowie in der offenen Form CyberFT. CyberFT wirbt mit halbierten Transaktionskosten und einigen weiteren Vorteilen gegenüber dem SWIFT-Angebot.

### Russischer Überfall auf die Ukraine (24. Februar 2022)
Die Regierungen der Ukraine, von Estland, Lettland, Litauen und des Vereinigten Königreiches forderten nach dem militärischen Überfalls Russlands auf die Ukraine, die russischen Banken – ähnlich wie die iranischen Banken 2012 – von SWIFT auszuschließen. Nach Informationen des Brüssler ARD-Korrespondenten Markus Preiß habe Russland große Devisenreserven angehäuft; insbesondere die finanzpolitischen Maßnahmen der EU zielten nun darauf ab, dieses Geld zu blockieren, indem man Banken in der EU untersage, dieses Geld aus Russland anzunehmen. Auf ähnliche Weise wolle man auch russische Oligarchen treffen. Am 26. Februar 2022 wurde der Ausschluss einiger russischer Banken, die bereits von Sanktionen der EU und der internationalen Gemeinschaft betroffen sind, von SWIFT vereinbart. Soweit erforderlich, sollen weitere russische Banken dazukommen. Damit sollen diese Geldinstitute von den internationalen Finanzströmen abgeschnitten werden.
Anfang Mai 2022 stellte die Neue Zürcher Zeitung (NZZ) fest, dass sich viele Wirtschaftsunternehmen aus Russland zurückgezogen haben und für die Verbleibenden der öffentliche Druck zunimmt, aber „sich das Geschäft bisher trotz den Sanktionen aufrechterhalten [lässt]. Der Zahlungsverkehr stellt kein Problem dar, solange nicht alle russischen Banken von […] Swift ausgeschlossen sind. Dies spiegelt auch die geringe Effektivität der Swift-Sanktionen.“

## Cyberattacken
Der nordkoreanische Cyber-Geheimdienst, das Büro 121, griff mehrfach erfolgreich in den Datenverkehr des globalen Zahlungssystems SWIFT ein und griff mehrfach Beträge von jeweils 10 bis 15 Millionen US-Dollar ab. Bei einer Cyberattacke (im Februar 2016 bei der Bangladesh Bank, der Zentralbank Bangladeschs) betrug der Diebstahl mindestens 81 Millionen US-Dollar.